# سه زن (فیلم ۱۹۷۷)
سه زن (به انگلیسی: 3 Women) فیلمی به کارگردانی رابرت آلتمن است که در سال ۱۹۷۷ منتشر شد. از بازیگران آن می‌توان به شلی دووال، سیسی اسپیسک، جنیس رول و جان کرامول اشاره کرد.